# 신기대로
신기대로는 경기도 안양시 동안구 신촌동 신기사거리에서 출발하여 의왕시와의 경계인 평촌동 포일자이아파트 입구 교차로에서 끝나는 도로이다.

## 경유 구간
- 신기사거리(국도 제1호선 경수산업도로) - 자유공원사거리(100호선 수도권제1순환고속도로 평촌 나들목, 평촌대로) - 농수산물사거리(관평로) - 포일 자이아파트 입구(국도 제47호선 흥안대로)